# Villa Pusterla

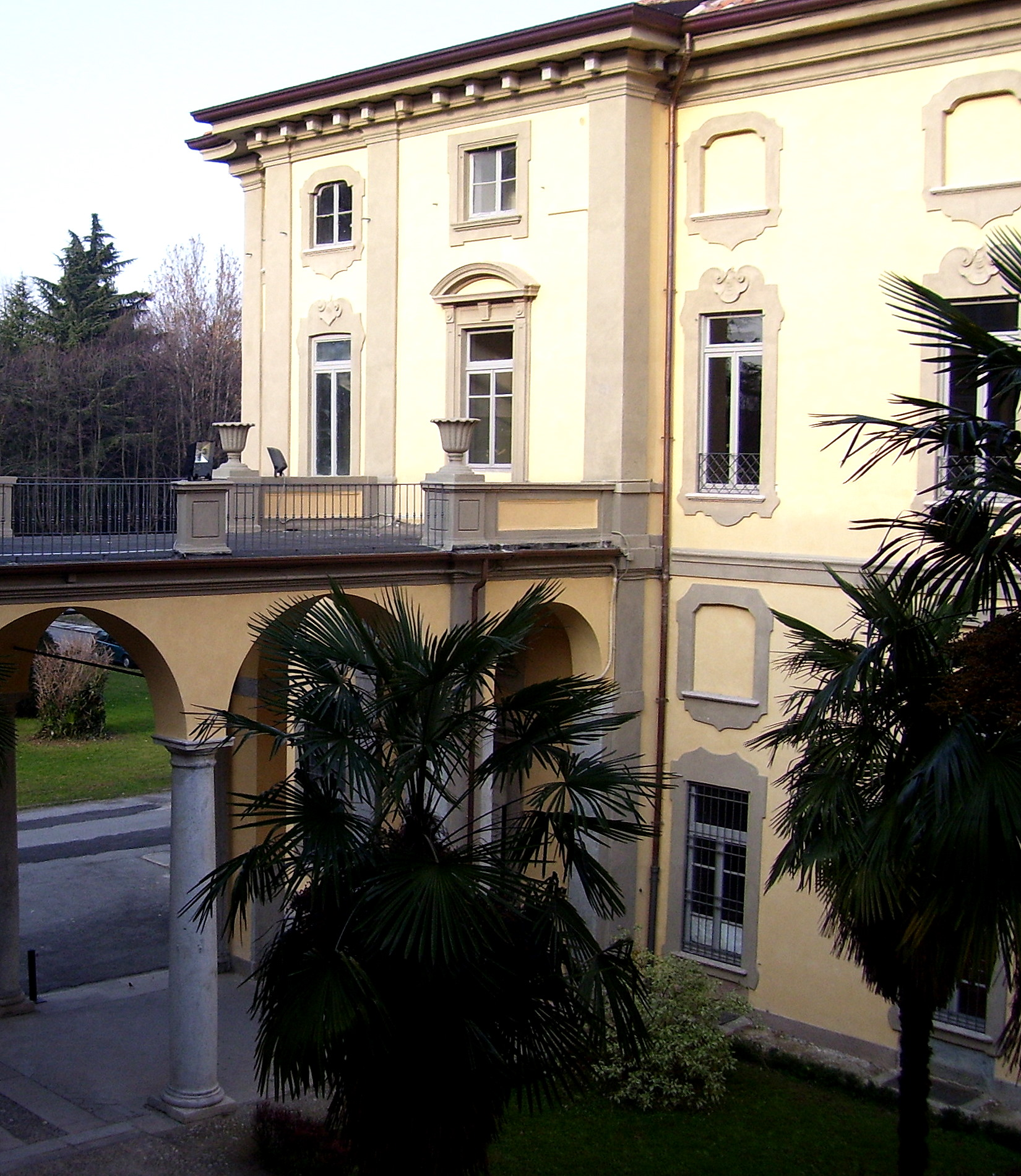
Il giardino interno della villa, con il portico, visto dal secondo piano.

Villa Crivelli Pusterla, nota anche come Villa Pusterla Crivelli Arconati,  è una villa settecentesca situata a Mombello, frazione di Limbiate, a ridosso di una collina. È la più importante villa di Limbiate sia sotto l'aspetto storico sia sotto quello artistico oltre ad essere una delle maggiori testimonianze dell'architettura lombarda.

## Storia

### Famiglie Carcano e Arconati
La costruzione della villa risale al XIV secolo per volere dei Pusterla che la utilizzarono come dimora suburbana. Nel XVI secolo diventò di proprietà della famiglia Carcano. Alla morte di Giacomo Antonio Carcano nel 1543, i possedimenti che comprendevano anche Mombello, passarono in eredità ai nipoti del ramo Arconati, figli della sorella Elena e del marito di lei Giovanni Gaspare. Ma questi ne entrarono in pieno possesso solo nel 1594, dopo una lunghissima causa contro i nipoti del ramo Carcano, privati dell'eredità dallo stesso zio. A seguito del passaggio di proprietà alla famiglia Arconati, furono iniziate le opere di trasformazione della residenza soprattutto ad opera di Giovanni Battista Arconati tra il 1560 e il 1564. Anna Visconti, legata da parentela con San Carlo Borromeo e cugina del cardinale Federico Borromeo, fu una figura di spicco per l'affermazione sociale della famiglia Arconati, a seguito del matrimonio con Giacomo Antonio, Fu anche l'artefice della trasformazione della villa in una dimora stabile e non limitata alla stagione estiva, tutto questo grazie anche alle sue numerose conoscenze nella società del tempo.

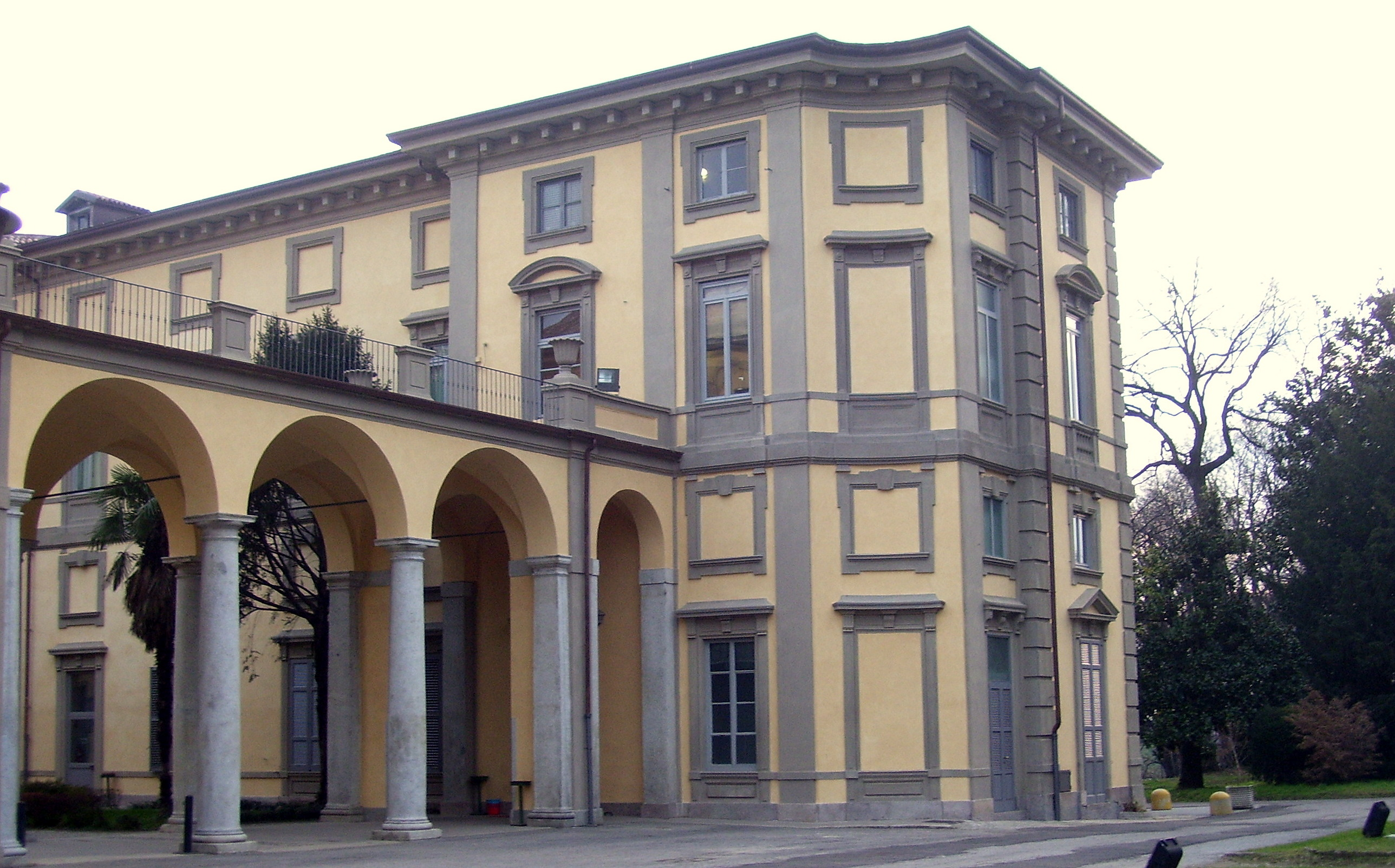
L'ala sud e il portico di ingresso.

### Famiglia Crivelli
Nel 1719 la villa passò di proprietà, per decisione di Giuseppe Antonio Arconati, alla famiglia Crivelli. Il senatore Giuseppe Angelo Crivelli promosse la sistemazione della residenza trasformandola e facendola diventare un punto d'incontro della società del tempo, un crocevia politico. Negli anni la villa ospitò tra i personaggi più famosi Ferdinando IV, re delle Due Sicilie, e Napoleone Bonaparte che nel 1797 vi insediò il suo quartier generale preferendolo alla Reggia di Monza, come testimoniano le 216 lettere da lui scritte. Qui lavorò per la creazione della Repubblica Cisalpina, alla fine della Repubblica di Venezia ed alla caduta di Genova e stese il trattato di Campoformio. Presso la dimora fu ospite anche il pittore Antoine-Jean Gros, che realizzò il primo grande ritratto di Napoleone. Risiedettero anche la madre di Napoleone, Maria Letizia, e le tre sorelle Carolina, Elisa e Paolina, quest'ultima andò in sposa al generale Leclerc e la cerimonia nunziale ebbe luogo nell'oratorio annesso alla villa. Nel 1819 il conte Ferdinando Crivelli vendette ai fratelli Bernardo e Bartolomeo Catena la villa e i territori annessi. Con questo atto la residenza passò nelle mani della ricca borghesia e successivamente fu sottoposta a successive divisioni oltre ad essere gradualmente spogliata dei suoi arredi.

### Conversione in manicomio
Fino alla metà dell'Ottocento la villa conobbe un periodo di abbandono e di numerosi passaggi di proprietà e divisioni immobiliari. Nel 1863, il palazzo con le dipendenze e i fondi terrieri, fu acquisito dalla Provincia di Milano che destinò il complesso come succursale dell'ospedale psichiatrico di Milano. Nel 1865 fu insediato il nuovo manicomio come espansione della Pia casa della Senavra e rimase tale per più di un secolo. Cessò di svolgere le sue funzioni di manicomio con l'entrata in vigore della legge Basaglia (legge n.180) nel 1978. La struttura cadde così in disuso, in un completo stato di abbandono per la maggior parte, successivamente si decise di riutilizzarne una parte, inserendovi la sede dell'Istituto Tecnico Agrario Statale Luigi Castiglioni. La scuola, istituita nel 1976 come sede staccata dell'Istituto Tecnico Agrario Statale di Codogno, gode di autonomia operativa dal 1980.  L'istituto è intitolato all'illuminista italiano Luigi Castiglioni che abitò la villa per un breve periodo durante la seconda metà del ‘700 e ne utilizzò il parco per i suoi studi botanici, per i quali fu premiato da Napoleone. Nel 1996 è stato presentato un piano di riconversione del complesso.

## Architettura

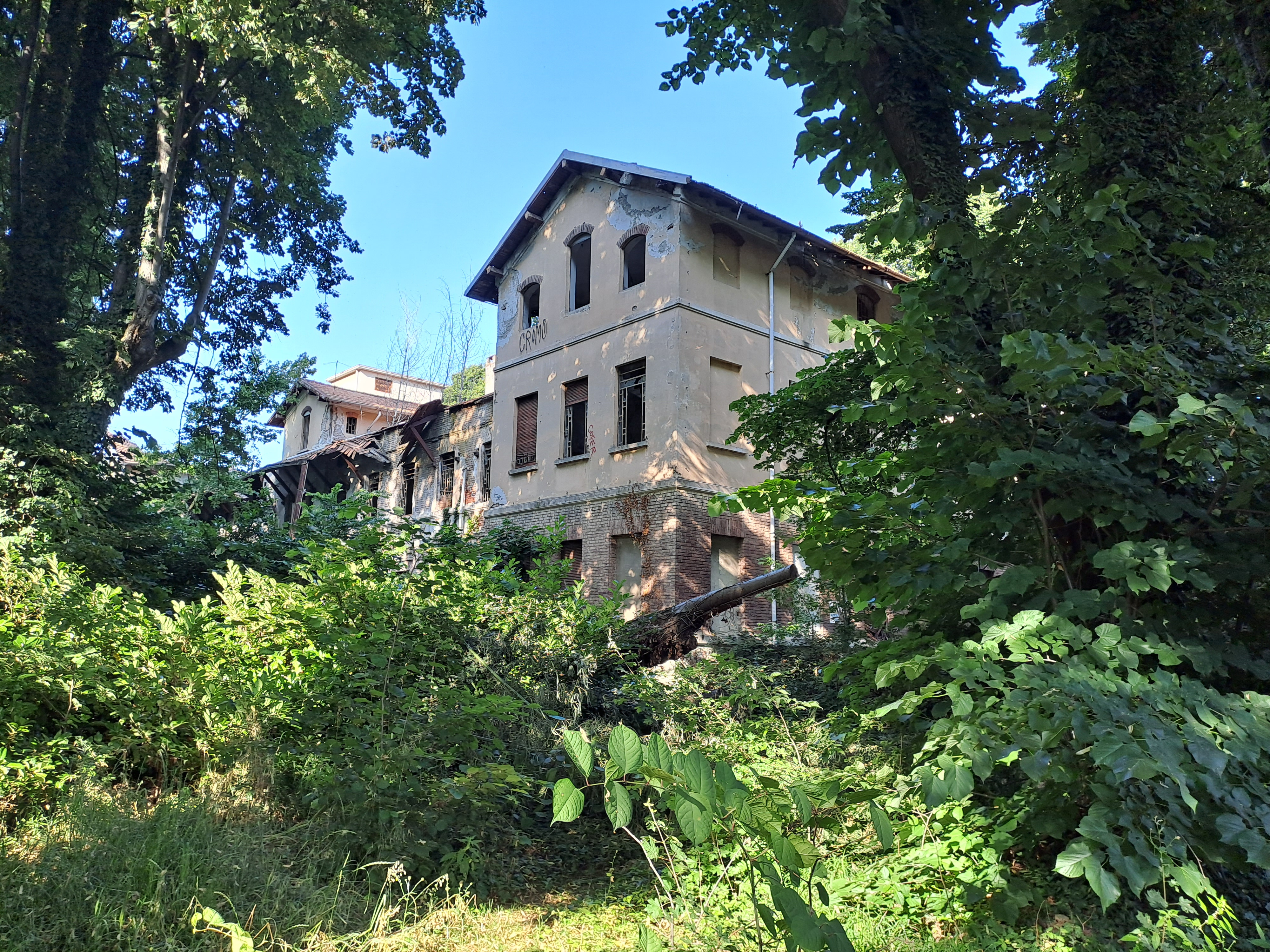
Edificio in rovina del ex manicomio di Mombello

### Evoluzione della struttura come dimora gentilizia

#### Famiglia Carcano
La villa fu edificata su di un promontorio che dominava la pianura circostante. L'aspetto, nel XVI secolo, dell'edificio di proprietà della famiglia Carcano era quello di una fortezza-palazzo dalla forma quadrata con torrette angolari con una corte interna. Gli edifici, semplici ed essenziali, occupavano i quattro lati lungo una corte chiusa ed un bastione  la cingeva completamente. La pianta dell'edificio era legata ad un nucleo preesistente e risalente all'epoca medioevale di cui ne sono stati trovati dei resti, antecedenti ai lavori svolti dalla famiglia Arconati.

#### Famiglia Arconati
Le principali modifiche alla residenza furono eseguite su ordine di Giovanni Battista Arconati nel 1560. I lavori coinvolsero soprattutto l'ala nord del palazzo, con la creazione di nuovi ambienti ed il collegamento della dimora all'oratorio già preesistente, aggiungendo un nuovo altare dedicato a S. Maria Assunta. A metà degli anni ottanta del XVI secolo, Anna Visconti Arconati ordinò numerose opere di sistemazione e ristrutturazione ed abbellimento. Il progetto fu commissionato all'architetto Martino Bassi, alla cui ispirazione sono legati la ricerca nei rapporti proporzionali e nella simmetria delle varie parti ed a cui si attribuisce anche il porticato aperto sul lato occidentale, chiuso successivamente per dare accesso ad un grande salone al piano terra. La villa fu trasformata così in una dimora stabile per tutto l'anno e non solo utilizzata per il periodo estivo. Per volere del conte Luigi Arconati fu costruita in seguito un'ampia balconata che si affacciava verso il giardino tramite delle terrazze degradanti.

#### Famiglia Crivelli
Dopo la cessione della struttura alla famiglia Crivelli nel 1718, questa la trasformò in un lussuoso palazzo con giardino all'italiana ricco di fontane e giochi d'acqua. Durante questo periodo la villa fu in parte rifatta in stile barocco ed alleggerita delle residue forme medioevali. L'attuale struttura fu realizzata dall'architetto Francesco Croce su incarico del conte Stefano Gaetano Crivelli e risale probabilmente al 1754. La struttura assunse una pianta ad U con un portico che collegava le due estremità delle ali laterali a creare una piccola corte; la facciata ornata da due semi torri era rivolta ad oriente. Il lato rivolto verso valle era contraddistinto ancora dalla balconata a gradoni che la collegava al giardino dove l'abate Crivelli allestì un giardino botanico che al tempo era tra i più grandi d'Europa. Furono condotti dei restauri anche all'oratorio di S. Francesco collegato alla villa, diventando così una cappella privata in stile barocco con affreschi rappresentanti i santi Francesco D'Assisi, Carlo Borromeo e Stefano Martire.

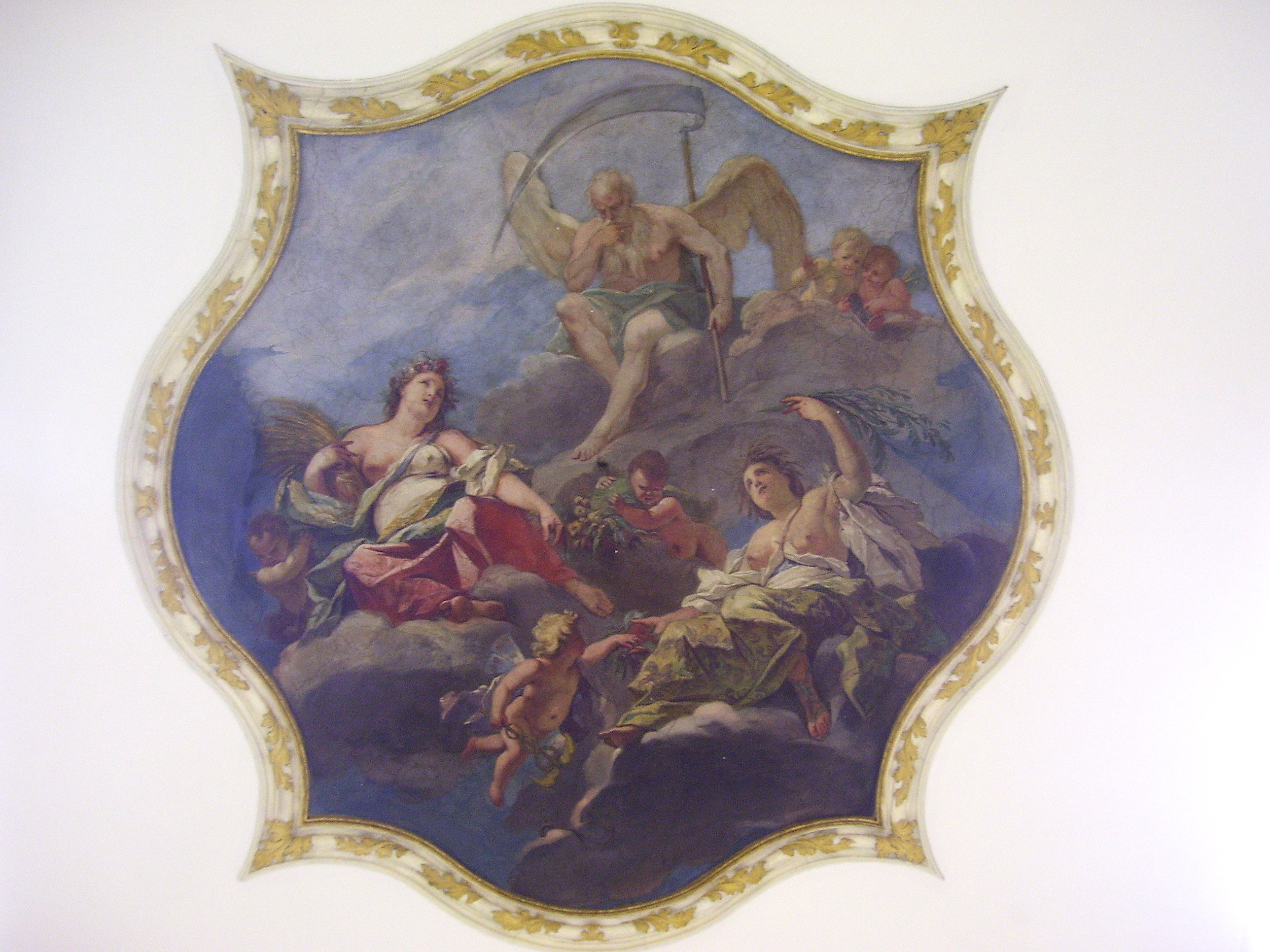
Uno degli affreschi presenti nella villa.

### Evoluzione della struttura come Manicomio di Mombello
Nel 1863, a seguito dell'acquisto della dimora, l'intera struttura fu trasformata in una casa di cura per malati di mente e per 130 anni villa Crivelli si trasformò in un ospedale psichiatrico provinciale con continui lavori di ampliamento e ristrutturazione legati al costante problema del sovraffollamento. Tra il 1873 e il 1878 la struttura fu corredata di reparti per i degenti, gabinetti scientifici e biblioteche per i medici, inoltre per i ricoverati furono istituiti dei laboratori di sartoria e di artigianato, giardini e spazi coltivabili.
Agli inizi del 900, il direttore del manicomio Edoardo Gonzales fece edificare un acquedotto per fornire d'acqua sia al manicomio che la cittadina di Limbiate inoltre istituì il reparto fanciulli. Nel 1908 furono costruiti quattro nuovi padiglioni, ognuno con 100 posti letto ciascuno, due di questi furono destinati ad ospitare i militi ricoverati durante la prima guerra mondiale. Durante la degenza alcuni dei pazienti furono messi a lavorare, fu costruita una strada che consentisse ai militi di passare dai padiglioni di vigilanza a quelli della pineta. Nel 1911, il direttor Giuseppe Antonini si trovò nuovamente a misurarsi con il problema del sovraffollamento. Decise di costruite tre nuovi padiglioni Rossi, Ronzoni, Forlanini. Ristrutturò i reparti, ampliò i bagni, abbatté i muri di recinzione e ricostruì una nuova fognatura. Diede vita ai cosiddetti dispensari psichiatrici in tutta Milano e provincia.
Successivamente furono aperte delle succursali a Busto Arsizio nel 1918, villa Litta Modignani nel 1919, Codogno nel 1930 e Parabiago nel 1935.
Nel 1963, per adeguarsi ad una nuova tipologia di istituto ospedaliero, furono costruiti dei nuovi edifici, ovvero un villaggio sociale, che comprendeva bar, ristoranti, negozi, un esempio di comunicazione tra il mondo ospedaliero e il mondo esterno.
La struttura fu dedicata nel 1966 alla memoria dell'ex direttore Giuseppe Antonini, ed è conosciuta come il Manicomio di Mombello o l'ex Ospedale Psichiatrico Antonini. Infatti sotto la sua guida, il manicomio si configurò come una cittadella autosufficiente non solo per i degenti, ma anche per l'intera comunità, grazie alla produzione agricola e artigianale, portando così verso un'integrazione con la cittadina di Limbiate fino alla completa chiusura dovuta alla legge Basaglia.

### Restauri del XXI secolo sul complesso
La villa è stata restaurata nel XXI secolo. Negli esterni ha conservato sommariamente i caratteri barocchi e neoclassici apportati dai Crivelli. L'oratorio di San Francesco non è più collegato al palazzo se non tramite dei sotterranei che costituiscono la parte più antica dell'edificio e dove sono stati ritrovati i resti delle scale che scendevano per la collina prima della edificazione delle terrazze. Al suo interno, l'edificio conserva degli affreschi e varie decorazioni che testimoniano l'importanza della villa e la sua passata bellezza.

## Manicomio di Mombello - storia medica

### Innovazioni, cambiamenti tecnologici e psichiatrici del manicomio

#### Origini del manicomio
Il manicomio di Mombello fu uno dei più grandi ed importanti ospedali psichiatrici d'Italia e fu visitato negli anni anche da psichiatri provenienti da altri paesi come Germania, Romania, Spagna, Egitto.

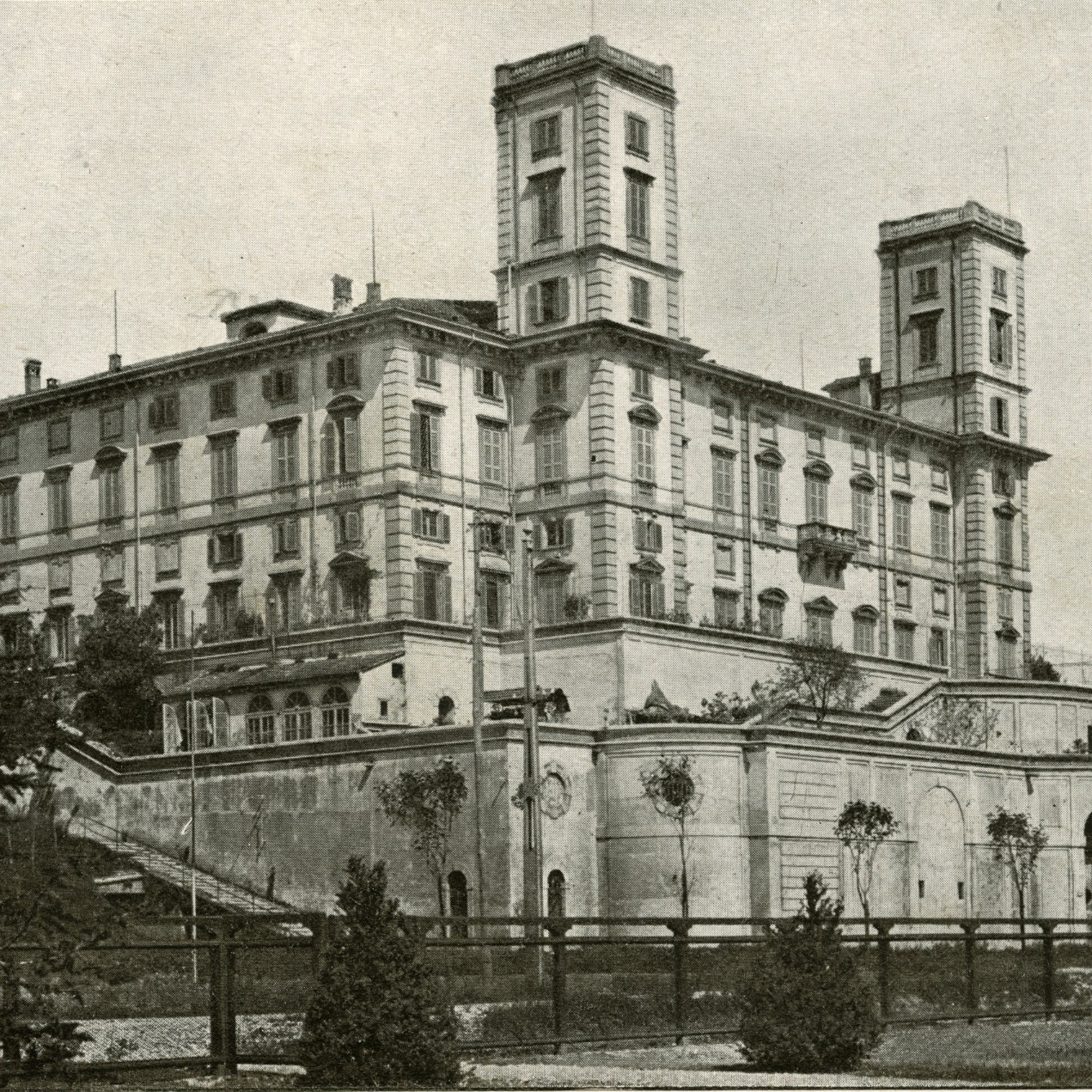
Manicomio di Mombello su un francobollo degli anni '60 dell'Ottocento

Tutto ebbe inizio nel corso del XIX secolo, quando nel 1855 l'allora governatore della Lombardia dispose l'acquisto di un terreno accanto alla stazione ferroviaria di Desio. Con l'idea iniziale di edificarvi una nuova struttura, purtroppo il progetto non andò a buon fine. Successivamente nel 1863, il Consiglio Provinciale acquistò la Villa Crivelli di Mombello, un edificio in stato di abbandono, per creare una succursale della Pia casa della Senavra ormai sovraffollata, che fu poi chiusa nel 1878. Nel 1865, il manicomio fu avviato con il trasferimento dei primi 30 pazienti, selezionati tra i più tranquilli e disciplinati, in linea con l'idea originale alla base della creazione del manicomio. Infatti, il direttore Cesare Castiglioni del Senavra, assieme ad Andrea Verga e Serafino Biffi, della scuola milanese di psichiatria, lo avevano destinato a diventare una colonia agricola per pazienti non problematici.
Nel 1867 i ricoverati all'interno del manicomio di Mombello raggiunsero le 300 unità, divisi equamente tra uomini e donne. Tra il 1873 e il 1878, a seguito di una decisione presa dalla Provincia di Milano  divenne il grandioso manicomio di Milano superando anche il migliaio di ricoverati. Al suo interno potevano essere svolte diverse attività considerate terapeutiche, come ad esempio l'introduzione di rappresentazioni teatrali e balli a fini di educazione morale, verso la fine dell'800. Analogamente a quanto avveniva anche in altri ospedali psichiatrici, i malati erano suddivisi in base alla loro condotta e alla categoria diagnostica d'appartenenza, ad esempio i tranquilli, gli agitati che solitamente erano isolati, i sudici, i lavoratori, ecc.
Nel 1880 fu stampata per la prima volta la Gazzetta del manicomio della provincia di Milano in Mombello edita poi per 25 anni. All'interno di questo giornale fu anche dato l'annuncio dell'esposizione internazionale di apparecchi per la macinazione, panificazione e industrie affini che si tenne a Milano nel 1887. Durante tale esposizione, nella sala destinata all'igiene, furono esposti i quadri dipinti da un paziente di Mombello che aveva ritratto dal vivo i ricoverati affetti da pellagra.

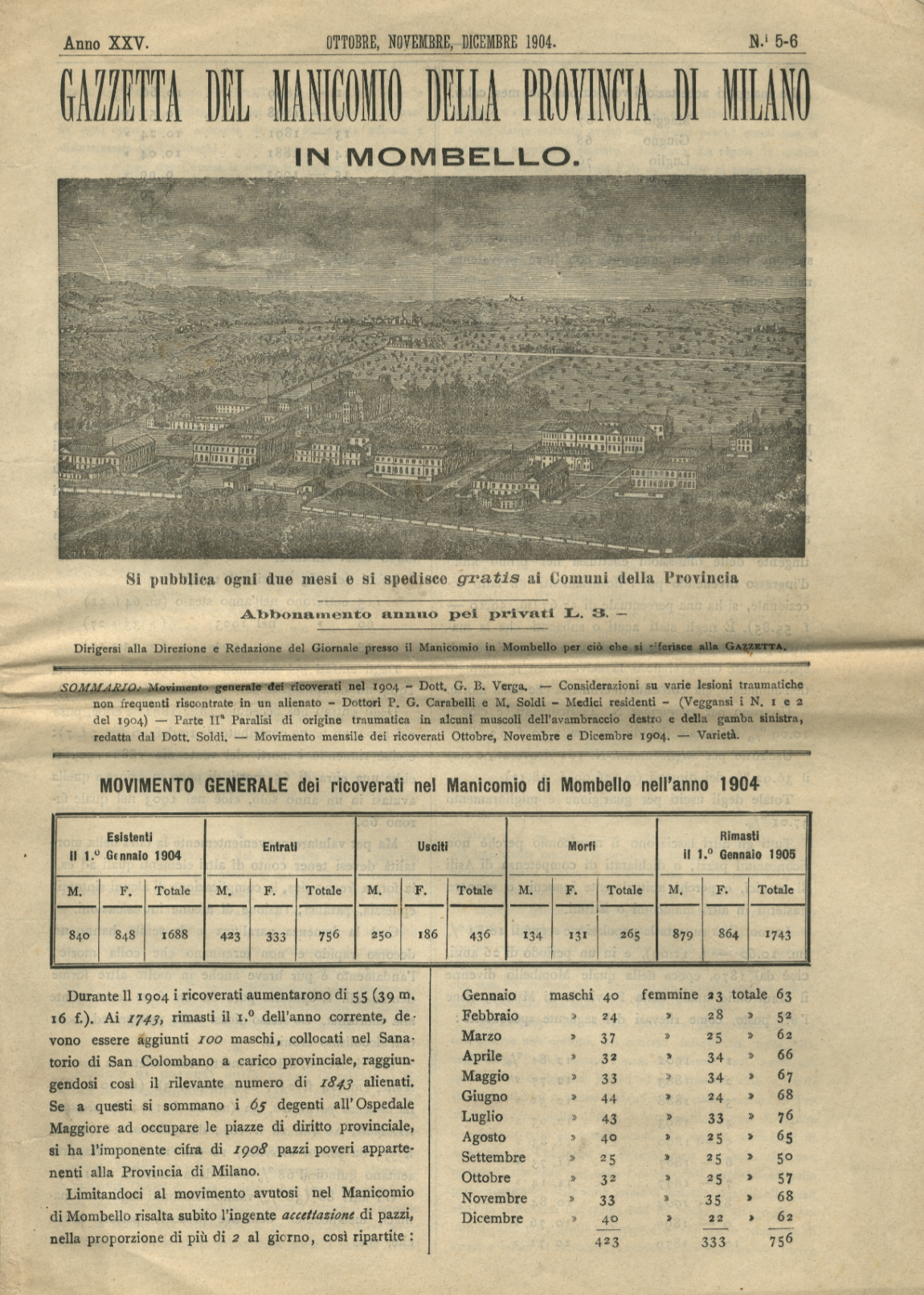
Gazzetta del Manicomio della Provincia di Milano in Mombello

#### Periodo novecentesco del manicomio
Agli inizi del Novecento, il direttore Gonzales istituì il reparto fanciulli dotato di una scuola e fornito con materiale Montessori. Tale reparto fu diretto dagli anni venti dallo psichiatra Corberi, che successivamente nel 1962 fu trasferito in un'area autonoma non distante dal vecchio manicomio. Tra i gabinetti scientifici dei primi del 900 ricordiamo il laboratorio di psicologia sperimentale diretto dal Corberi, creato nel 1912 e ritenuto uno dei primi sorti all'interno dei manicomi; sempre a Corberi fu dedicato l'Ospedale Corberi di Limbiate poco distante da dove era situato il manicomio di Mombello.
Nel 1911, il direttor Giuseppe Antonini istituì il quartiere del lavoro corredato di tipografia, falegnameria, tessitoria, laboratori per la lavorazione di stuoie, materassi ecc., un campo sportivo per i degenti, in aggiunta a questo organizzò un servizio che abbracciava i campi chirurgico, ginecologico, odontoiatrico, oculistico, radiologico. Riorganizzò il lavoro dei degenti tramite l'ergoterapia come strumento di guarigione e reinserimento nella società ed istituì i cosiddetti dispensari psichiatrici per accelerare le dimissioni dei pazienti e ridurre il sovraffollamento.
Alla vigilia del primo conflitto mondiale, il giornalista Antonio Curti effettuò un'inchiesta presso il manicomio, chiedendo ai presenti il loro parere sulla guerra in arrivo, le risposte furono poi pubblicate sul quotidiano milanese La Perseveranza nel 1915. Durante la prima guerra mondiale partirono per il fronte molti medici ed infermieri, tra questi il dr. Gaetano Perusini, famoso per aver collaborato con il dottor Alzheimer sullo studio della omonima malattia. Morì nel 1915 a seguito di una ferita mentre lavorava a San Floriano.  I padiglioni adibiti ad ospedale militare durante il primo anno di attività raggiunsero le 635 unità degenti, i militi ricoverati erano trattati con un regime dietetico ricostituente, clinoterapia oppure lasciati in libertà. A seguito della disfatta di Caporetto la sanità militare ordinò lo sgombero dei manicomi di Venezia così il direttor Antonini predispose un padiglione per ospitare 250 alienate profughe. Una situazione simile si ripresentò durante seconda guerra mondiale e poi con l'alluvione del Polesine del 1951.
Tra gli ospiti illustri che il manicomio ha ospitato ricordiamo: Benito Albino Mussolini, il figlio segreto del duce e Ida Dalser, internato nel 1935 morirà sette anni più tardi; il pittore Gino Sandri ed altri artisti, tanto che il giornalista Antonio Curti ribattezzò il loro reparto la Brera di Mombello.
Nel 1931 fu stipulata una convenzione con un ateneo milanese per istituire una sezione universitaria presso il manicomio diretta dal dr. Carlo Besta per lo studio delle malattie mentali, rimase in funzione fino al 1943. Inoltre, il museo dell'ospedale psichiatrico provinciale di Milano (Mombello) custodiva degli esemplari di cadaveri umani ben conservati grazie ad un sistema d'imbalsamazione ideato da Giuseppe Parravicini.
Il declino del manicomio iniziò nell'immediato dopoguerra, quando fu preferita la nuova succursale di Affori, che nel 1945 fu dedicata allo psichiatra Paolo Pini scomparso nello stesso anno. A seguito della legge Basaglia (legge n.180) nel 1978, fu decretata la chiusura definitiva, ma ci vollero almeno 20 anni affinché il processo di dimissione dei lungodegenti fosse portato a termine. Tra i direttori del manicomio più noti che hanno influenzato e partecipato ai cambiamenti succedutesi nel tempo devono essere ricordati: Gaetano Rinaldini (1879-1881), Edoardo Gonzales (1882-1903), Giovanni Battista Verga (1903-1911), Giuseppe Antonini (1911-1931), Luigi Lugiato (1931-1945), Mario Adamo Fiamberti (1945), Giuseppe Corberi (1945-1946), Riccardo Bozzi (1946-1954), Ambrogio Donati e Alberto Madeddu (1983 in poi).

## Influenza culturale
Il manicomio di Mombello è stato utilizzato per ospitare il set cinematografico per la ripresa di alcune scene del film 7 days, 7 girls, con un'apparizione di Johnny Depp.
È stato anche girato un breve documentario, a cura dell'ass.Teses, dove sono stati ripresi numerosi ambienti sotterranei del complesso.
Infine il manicomio di Mombello appare in De là del mur un poemetto di Delio Tessa.